# Kati Piriová
Kati Piriová(maďarsky Piri Kati; * 8. duben 1979 Celldömölk) je nizozemská politička maďarského původu, od července 2014 do března 2021 poslankyně Evropského parlamentu zasedající v politické skupině Pokrokové spojenectví socialistů a demokratů.

## Životopis
Kati Piriová se narodila roku 1979 v Celldömölku v tehdejší Maďarské lidové republice. V roce 1980 se s rodinou přestěhovala do nizozemského Utrechtu. V letech 2000 až 2007 studovala obor mezinárodní vztahy na Rijksuniversiteit Groningen. V roce 2014 byla ve volbách do EP zvolena poslankyní Evropského parlamentu za nizozemskou Stranu práce (PvdA).